# Izumi-ku (Yokohama)
Izumi-ku (泉区?) è uno dei 18 quartieri della città di Yokohama, in Giappone.